# Alfred Jann
Alfred Jann (* 24. Juni 1858 in Stans; † 14. Dezember 1921 ebenda) war ein Schweizer Politiker. Von 1892 bis 1895 gehörte er als Vertreter der Konservativen dem Regierungsrat des Kantons Nidwalden an.

## Leben
Alfred Jann wurde als Sohn des Arztes und Ständerats Ferdinand Jann und der Marie Anna Odermatt geboren. Grundschule in Stans und Weiterbildung am Gymnasium. Nach der Schule machte Jann die Lehre in der Apotheke Weibel in Luzern und danach medizinische Fortbildungen in Lyon und Lausanne. Im väterlichen Arzthaus richtete er Apotheke ein und betrieb sie.
Auf Gemeindestufe begann seine politische Laufbahn 1883 als Mitglied des Gemeinderates. Zwischen 1883 und 1920 war Jann langjähriges Mitglied des Kirchenrats von Stans. Davon 6 Jahre im Amt des Kirchmeiers (Präsident des Kirchenrats). Ab 1896 verabschiedete sich Jann von den politischen Ämtern auf Gemeindeebene.
Im Jahr 1883 beginnt Alfred Jann seine politische Laufbahn auf Kantonsebene als Ratsherr im Landrat. An der Landsgemeinde 1892 wählte ihn das Volk in den Regierungsrat. Er blieb nur drei Jahre lang Mitglied der Nidwaldner Regierung. Dann pausierte er in Sachen politische Ämter. 1908 wurde Jann erneut für sechs Jahre in den Landrat gewählt. Ab 1910 war Alfred Jann vier Jahre lang Mitglied der Staatsrechnungskommission und von 1914 bis 1920 Mitglied des Obergerichts und der Gerichtskommission.
Alfred Jann heiratete am 9. Mai 1885 in Zug Nanette (eigentlich Marie Anna Verena Rosalia) Zürcher. Die Ehe blieb kinderlos. Er war ein begeisterter Jäger und Tierbeobachter und ein grosser Förderer des Wallfahrtsorts Maria Rickenbach in Niederrickenbach. Zudem war Jann ein Gönner des Gymnasiums «St. Fidelis» in Stans.

## Quelle
- Neues Stammbuch. Band IX, Jann (Version 2), 9 (3) (Seite 13).